# Gaona
Gaona är en ort i Argentina.   Den ligger i provinsen Salta, i den norra delen av landet, 1 200 km norr om huvudstaden Buenos Aires. Gaona ligger 363 meter över havet och antalet invånare är 1 792.
Terrängen runt Gaona är mycket platt. Närmaste större samhälle är El Quebrachal, 9,4 km söder om Gaona.
I omgivningarna runt Gaona växer i huvudsak lövfällande lövskog. Runt Gaona är det mycket glesbefolkat, med 2 invånare per kvadratkilometer.